# Németország hőmérsékleti rekordjainak listája
Németország hőmérsékleti rekordjainak listája az ország hőmérsékleti szélsőértékeit tartalmazza. Az országban mért eddigi legmagasabb hőmérsékleti érték 42,6 Celsius fok volt, amelyet Lingen településen mértek 2019. július 25-én. 

## Németország hőmérsékleti rekordjainak listája

### Január
| Január |            |                 |      |            |          |    |
| Nap    | Minimum °C | Helyszín        | Év   | Maximum °C | Helyszín | Év |
| 13.    | -29,1      | Fuhlsbüttel     | 1940 | --         | --       | -- |
| 19.    | -32,1      | Grooßbeeren     | 1893 | --         | --       | -- |
| 22.    | -33,8      | Lahntal, Gießen | 1850 | --         | --       | -- |
| 27.    | -31,2      | Eslohe          | 1942 | --         | --       | -- |
| 29.    | -27,5      | Birkenfield     | 1895 | --         | --       | -- |

### Február
| Február |            |                  |      |            |          |    |
| Nap     | Minimum °C | Helyszín         | Év   | Maximum °C | Helyszín | Év |
| 11.     | -31,0      | Naubrandenburg   | 1929 | --         | --       | -- |
| 12.     | -34,1      | Bad Elster       | 1871 | --         | --       | -- |
| 13.     | -30,9      | Heide (Holstein) | 1940 | --         | --       | -- |

### Március
| Március |            |          |      |            |          |    |
| Nap     | Minimum °C | Helyszín | Év   | Maximum °C | Helyszín | Év |
| 1.      | -36,1      | Albstadt | 2005 | --         | --       | -- |

### Július
A 2019. július 23-a előtti hőmérsékleti rekordot 2015-ben jegyezték fel, amikor is 40,3 fok volt Kitzingenben.
| Július |            |          |    |            |               |      |
| Nap    | Minimum °C | Helyszín | Év | Maximum °C | Helyszín      | Év   |
| 04.    | --         | --       | -- | +38,9      | Artern        | 2015 |
| 20.    | --         | --       | -- | +37,8      | Wandsbek      | 2006 |
| 23.    | --         | --       | -- | +40,5      | Geilenkirchen | 2019 |
| 25.    | --         | --       | -- | +42,6      | Lingen        | 2019 |

### Augusztus
| Augusztus |            |          |    |            |             |      |
| Nap       | Minimum °C | Helyszín | Év | Maximum °C | Helyszín    | Év   |
| 1.        | --         | --       | -- | +38,0      | Ueckermünde | 1994 |
| 7.        | --         | --       | -- | +40,0      | Heilbronn   | 2015 |
| 9.        | --         | --       | -- | +39,2      | Lübben      | 1992 |

### December
| December |            |           |      |            |          |    |
| Nap      | Minimum °C | Helyszín  | Év   | Maximum °C | Helyszín | Év |
| 24.      | -45,9      | Funtensee | 2001 | --         | --       | -- |